# 考德里小體
考德里小體（Cowdry bodies）為出現於受感染細胞細胞核內的一種嗜酸性顆粒，顆粒內主要成分為核酸及病毒性蛋白，屬於病理特徵。會造成此類病理特徵包含单纯疱疹病毒、帶狀皰疹病毒，以及巨細胞病毒。此小體得名於艾德蒙德·考德里（Edmund Cowdry）
考德里小體可分為兩種：
- A型：可見於单纯疱疹、帶狀皰疹、巨細胞病毒感染，以及黃熱病等[1]。
- B型：可見於脊髓灰質炎病毒感染，但有許多人質疑此病理特徵的存在[2]。

考德里小體可在光學顯微鏡下見到。